# Zaorejas
Zaorejas – gmina w Hiszpanii, w prowincji Guadalajara, w Kastylii-La Mancha, o powierzchni 189,14 km². W 2011 roku gmina liczyła 158 mieszkańców.